# Dickinson County, Michigan
Dickinson County är ett administrativt område i delstaten Michigan, USA, med 26 168 invånare. Den administrativa huvudorten (county seat) är Iron Mountain.

## Geografi
Enligt United States Census Bureau har countyt en total area på 2 013 km². 1 985 km² av den arean är land och 28 km² är vatten.

### Angränsande countyn
- Marquette County - nord
- Menominee County - sydost
- Marinette County, Wisconsin - syd
- Florence County, Wisconsin - sydväst
- Iron County - väst